# 成和道

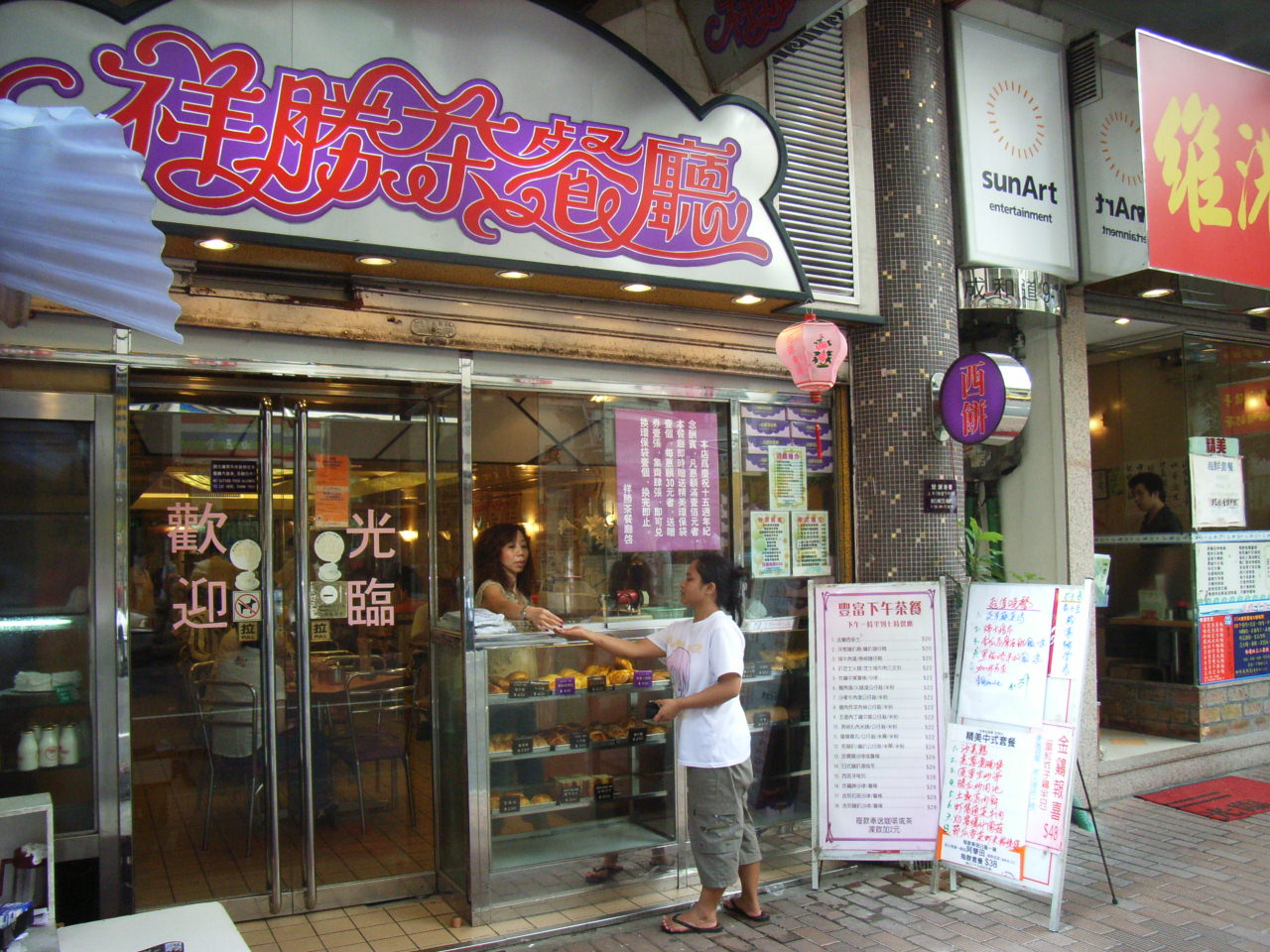
成和道上商舖林立，尤其是食店

成和道（英語：Sing Woo Road），是香港島跑馬地市中心區內人流最多的一條大街，位於跑馬地山光道以東，藍塘道以西，全長800米。
成和道連接跑馬地市區北部的黃泥涌道及南部山上的藍塘道及鄰近的冬青道。
成和道是南北雙程行車，可以行走巴士、小巴、的士及私家車等。
成和道附近曾經是一個亂葬崗。

## 交匯道路
- 黃泥涌道
- 奕蔭街
- 景光街
- 載德街
- 源遠街
- 毓秀街
- 綿發街
- 山村道
- 昌明街
- 聚文街
- 昇平街
- 桂成里
- 聯興街
- 桂成里
- 晉源街
- 成和坊
- 桂芳街
- 梅馨街
- 荷塘道
- 成和坊
- 冬青道
- 藍塘道

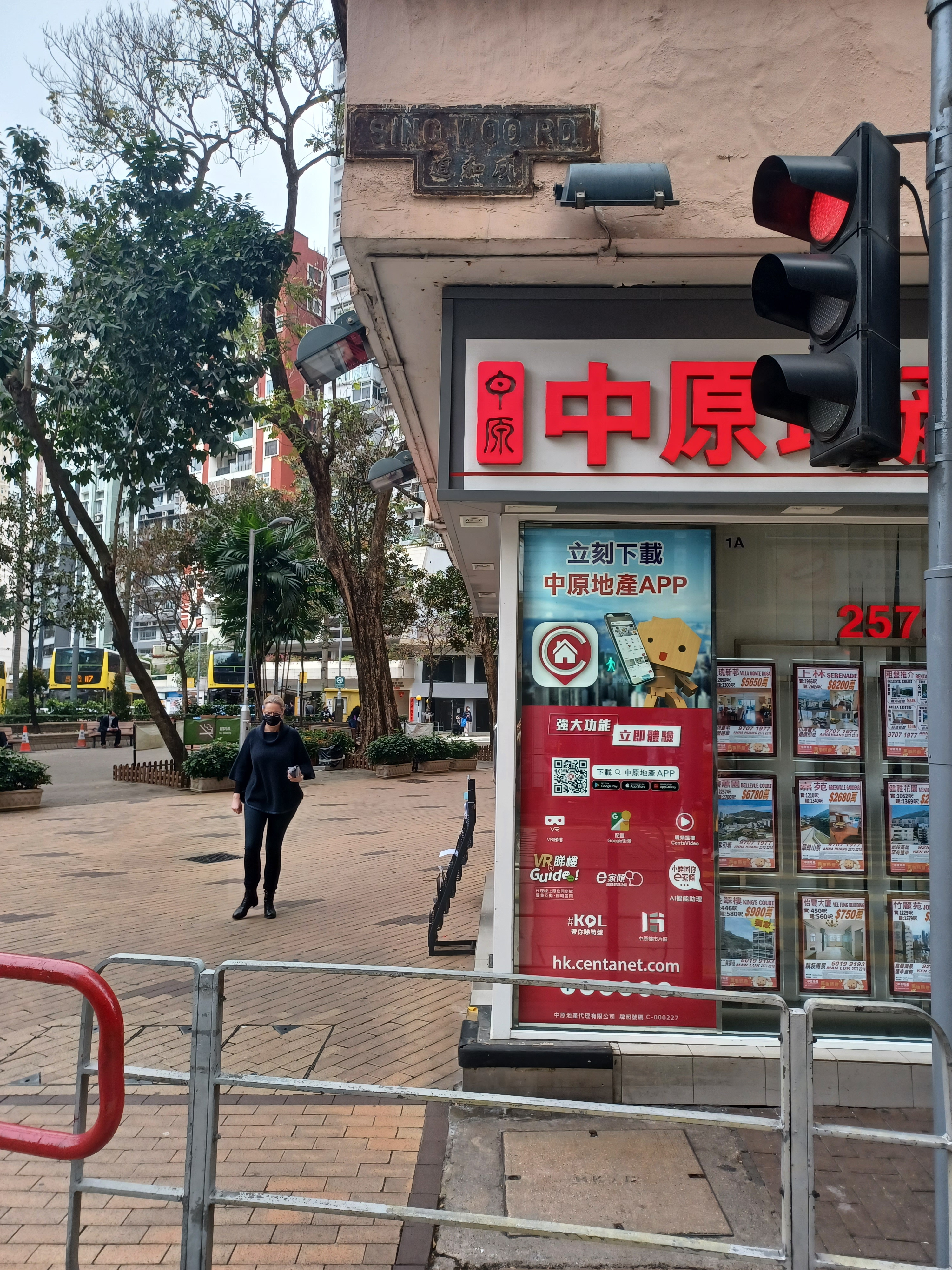
成和道1A-1C號凹角T型街牌
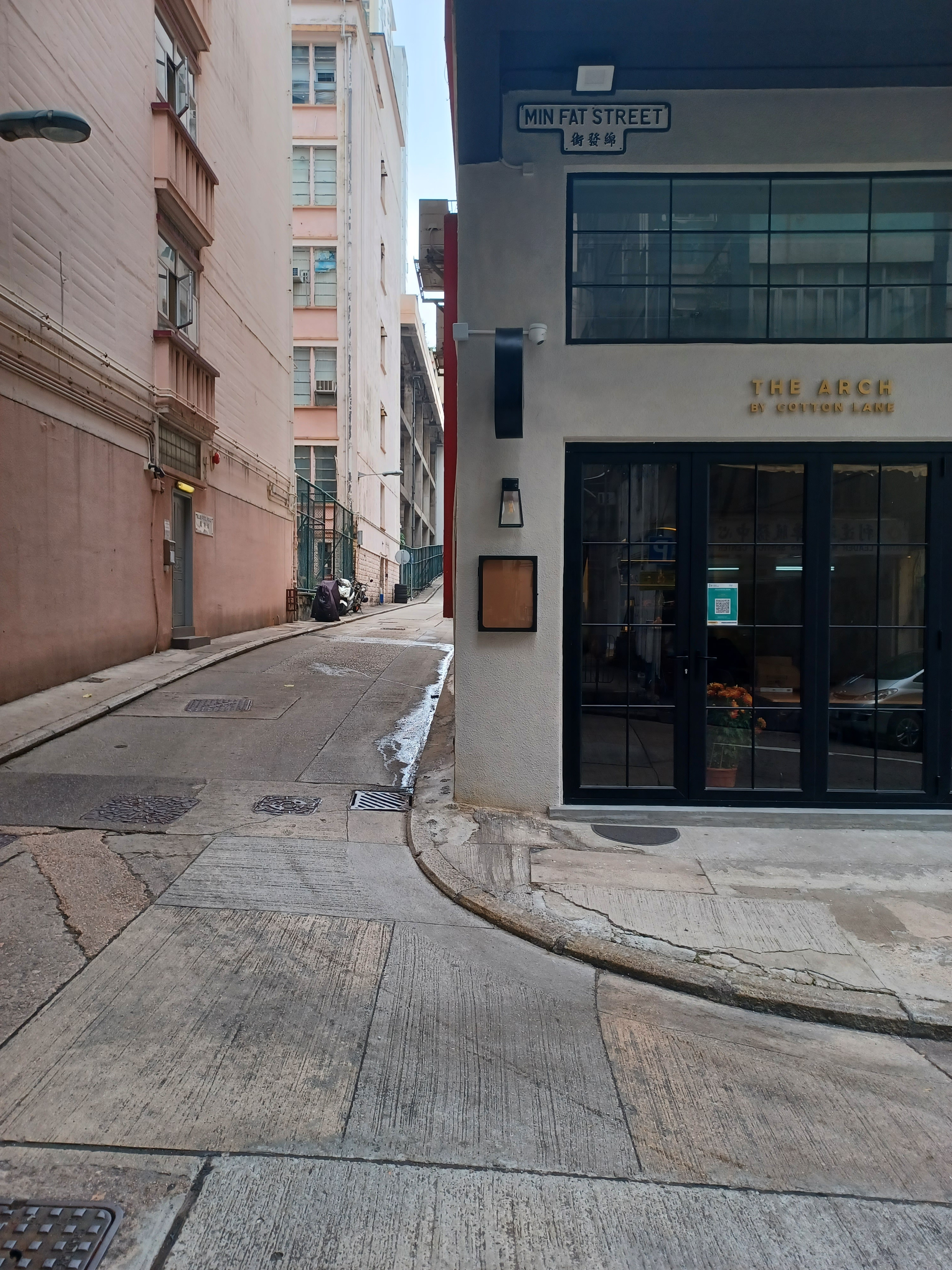
綿發街16號圓角T型街牌
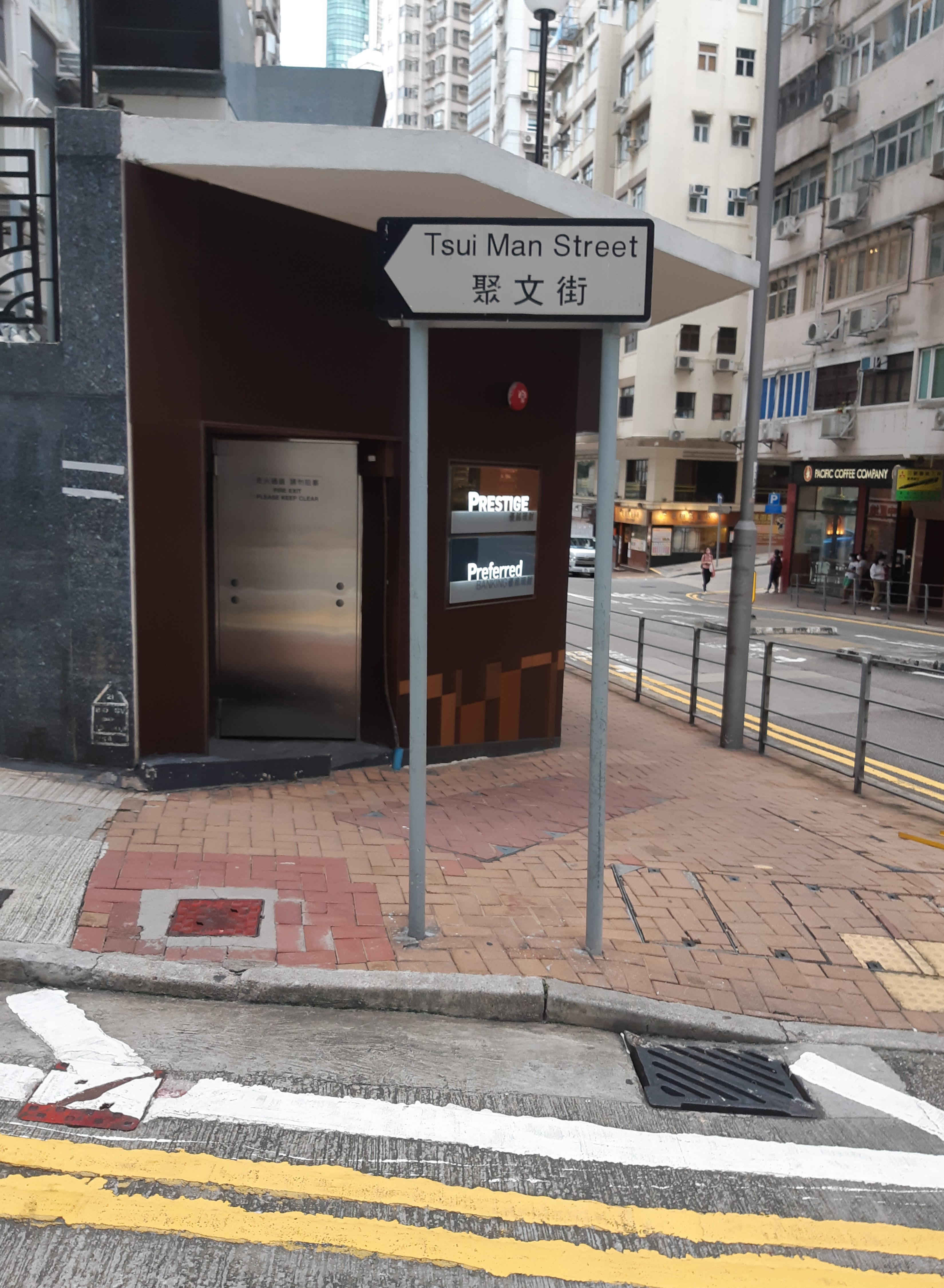
聚文街街牌
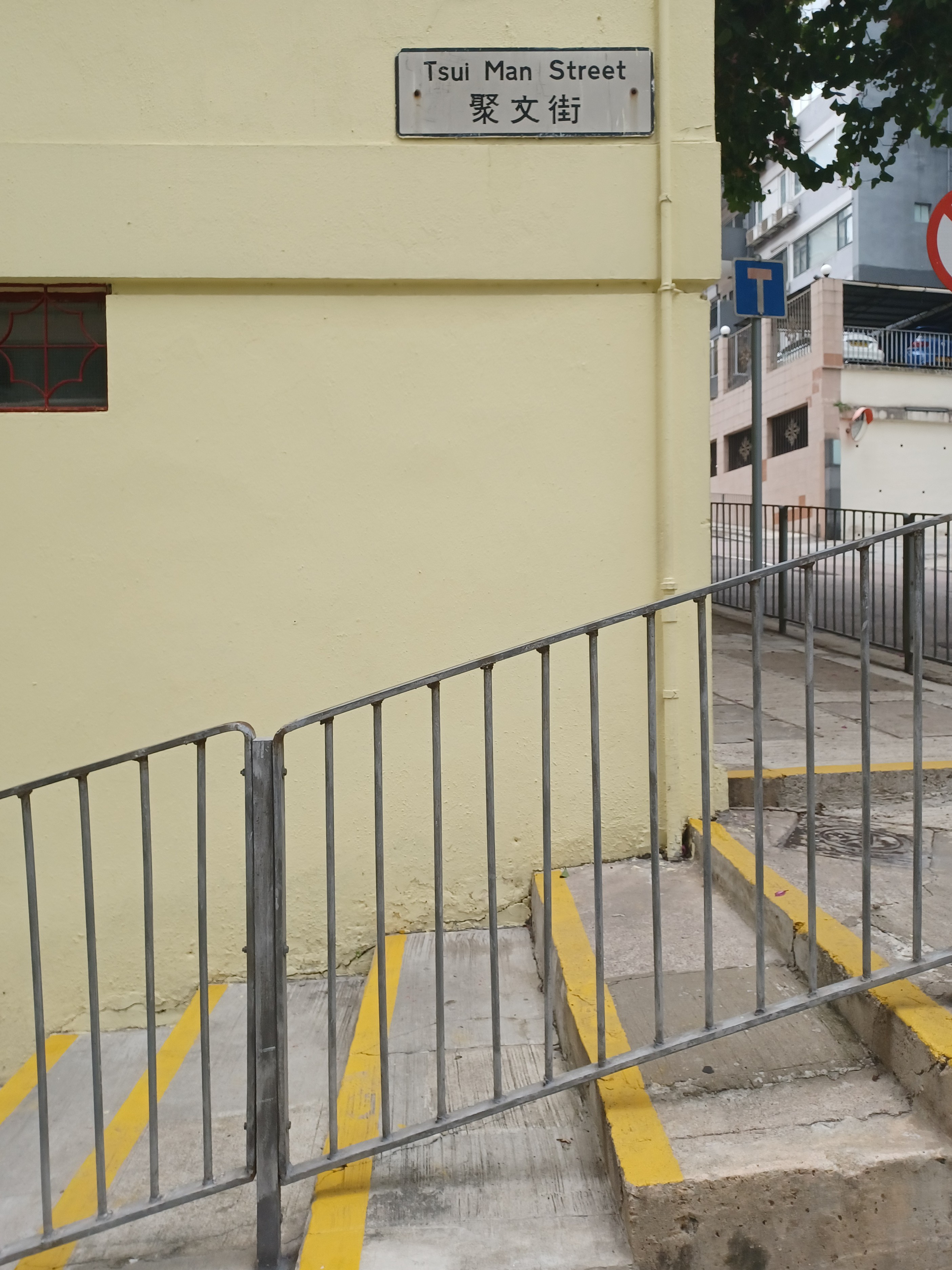
聚文街街牌
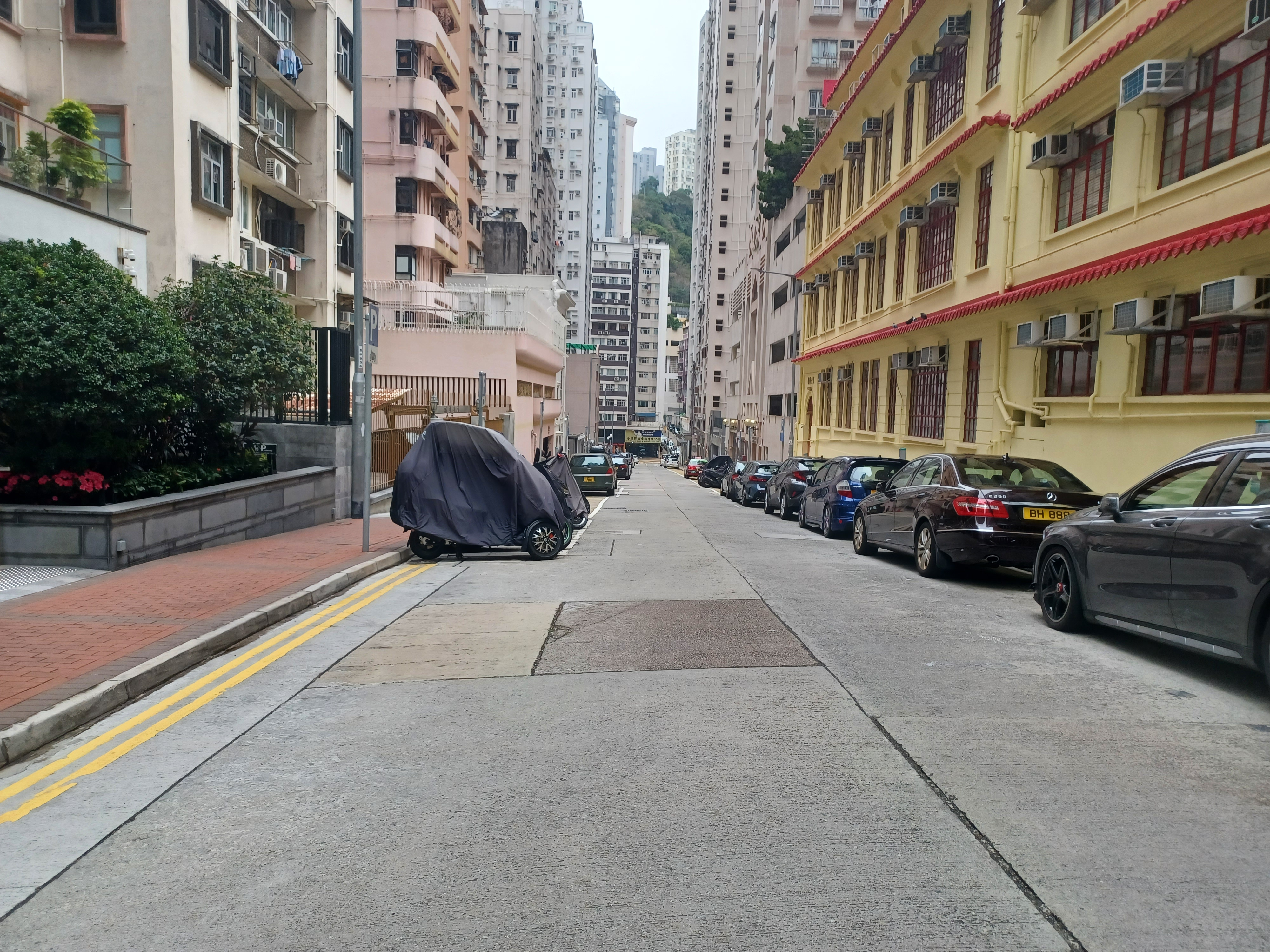
聚文街
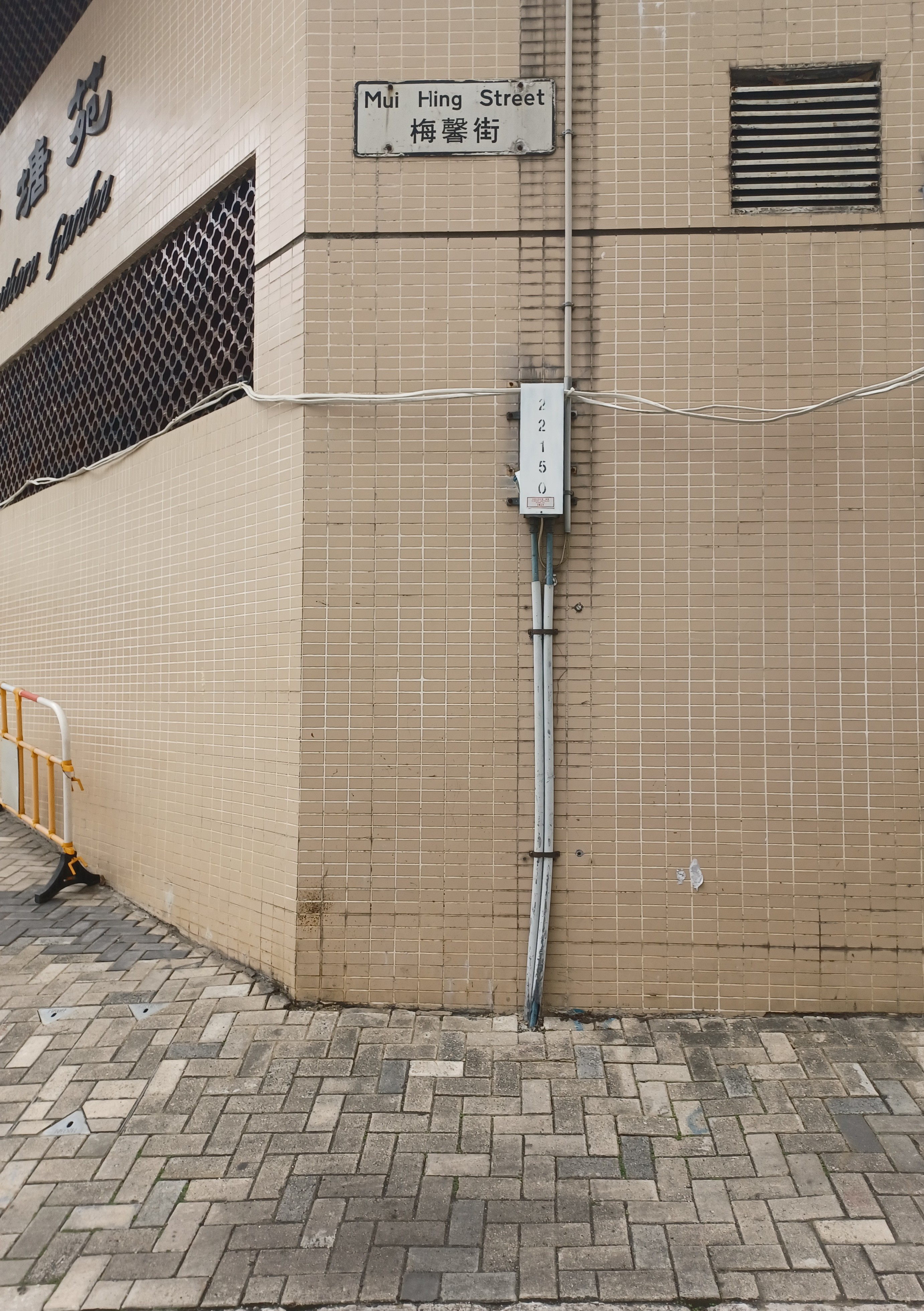
梅馨街街牌
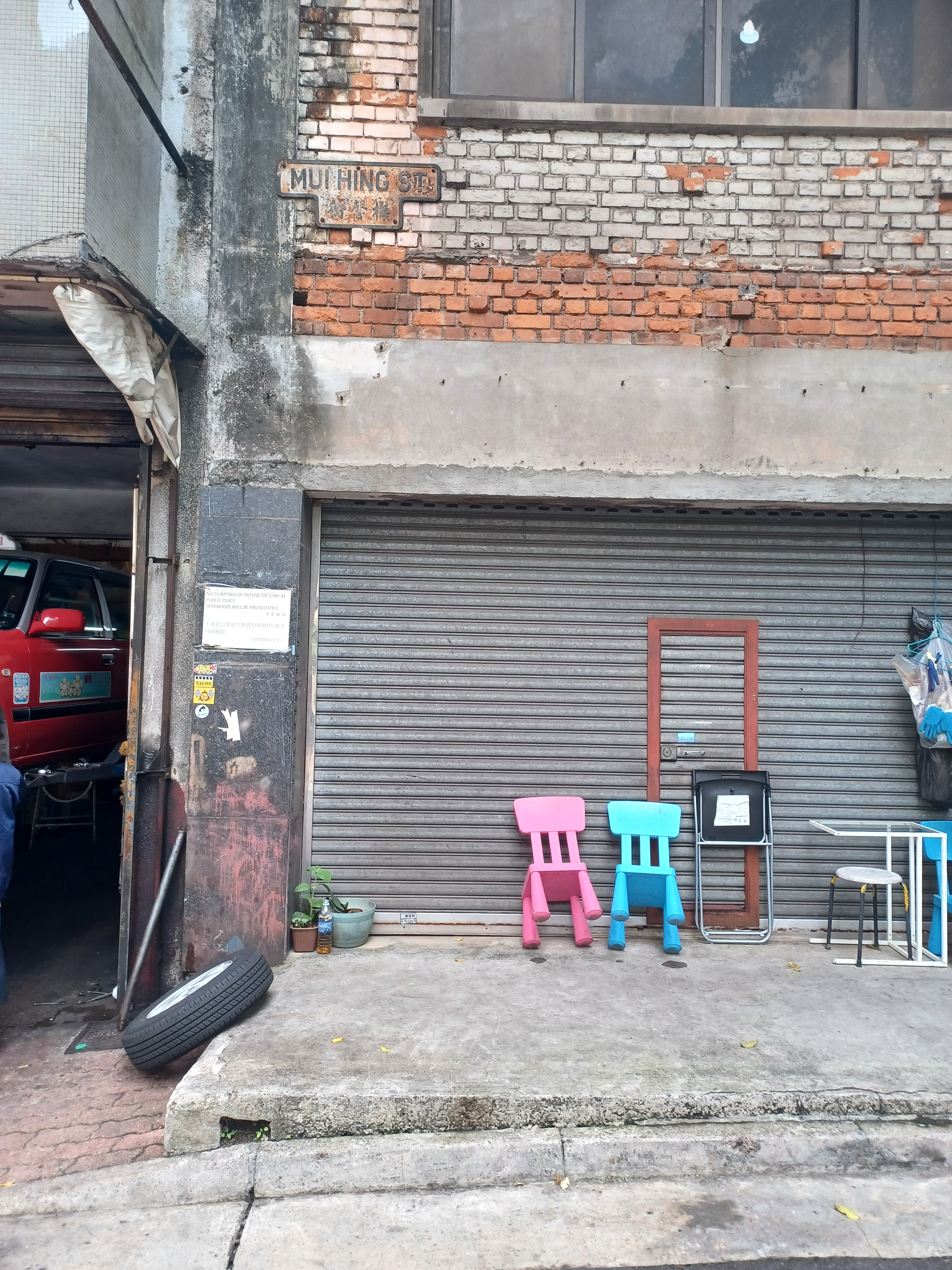
梅馨街7號圓角T型街牌
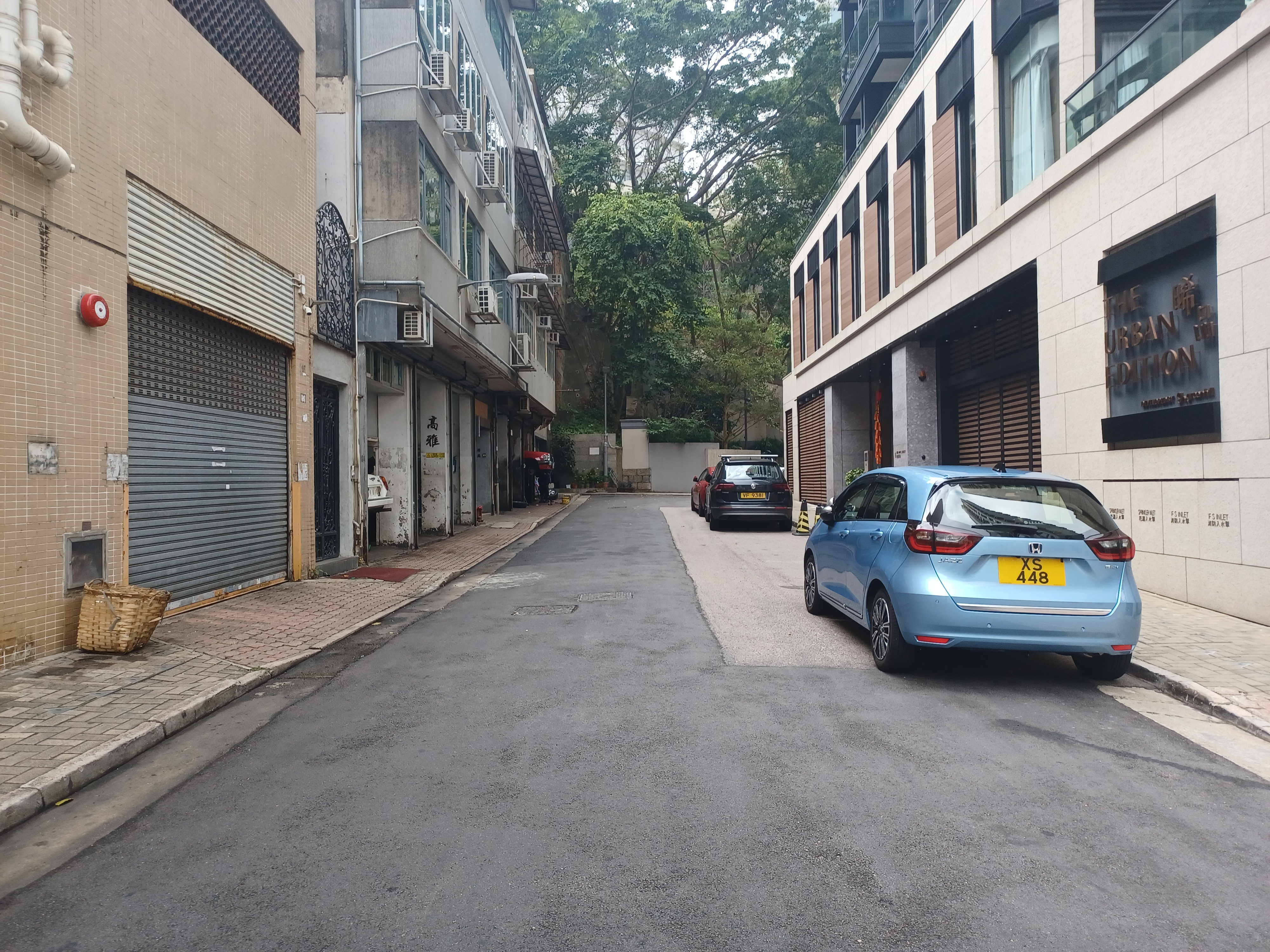
梅馨街
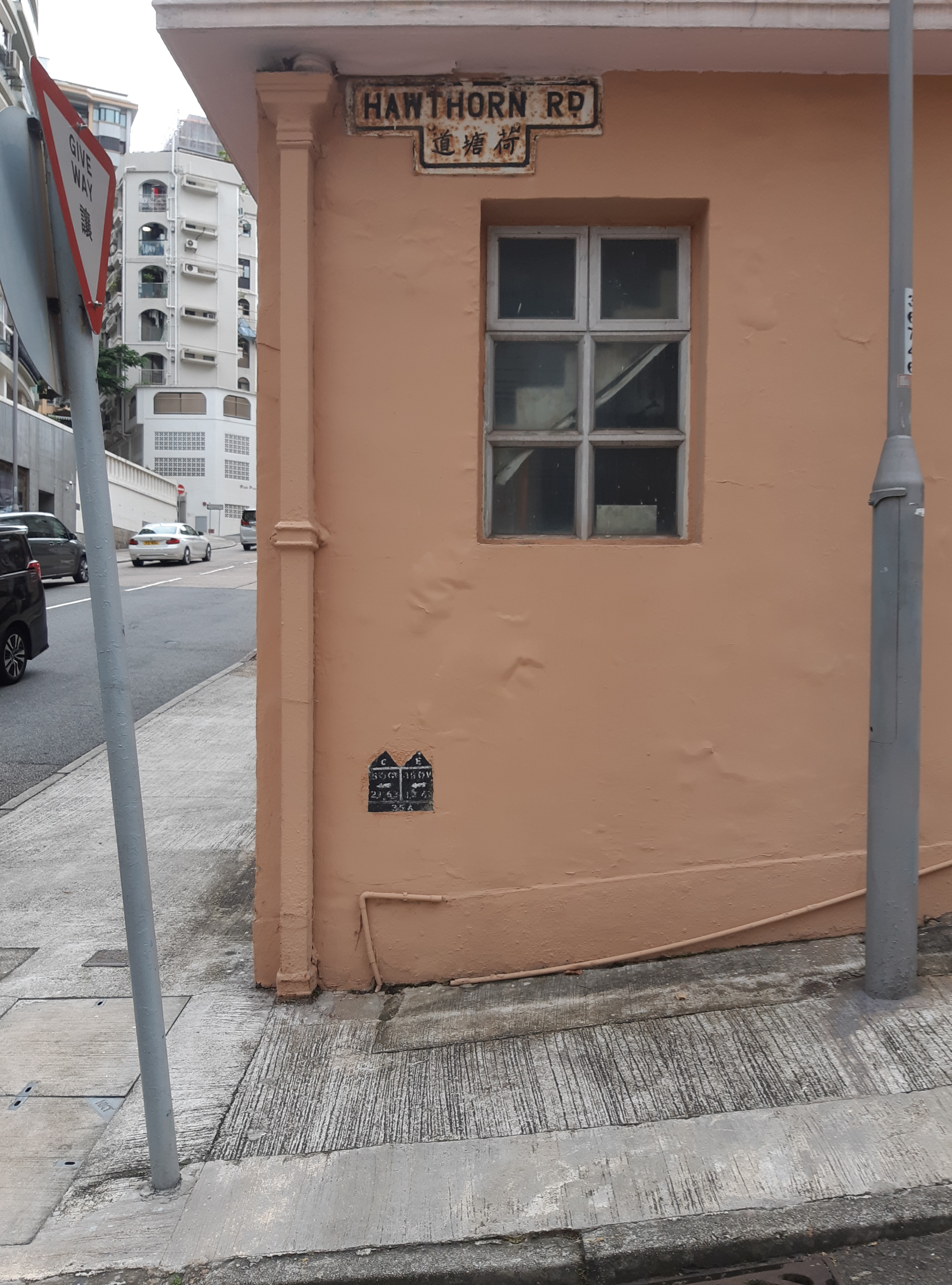
荷塘道凹角T型街牌
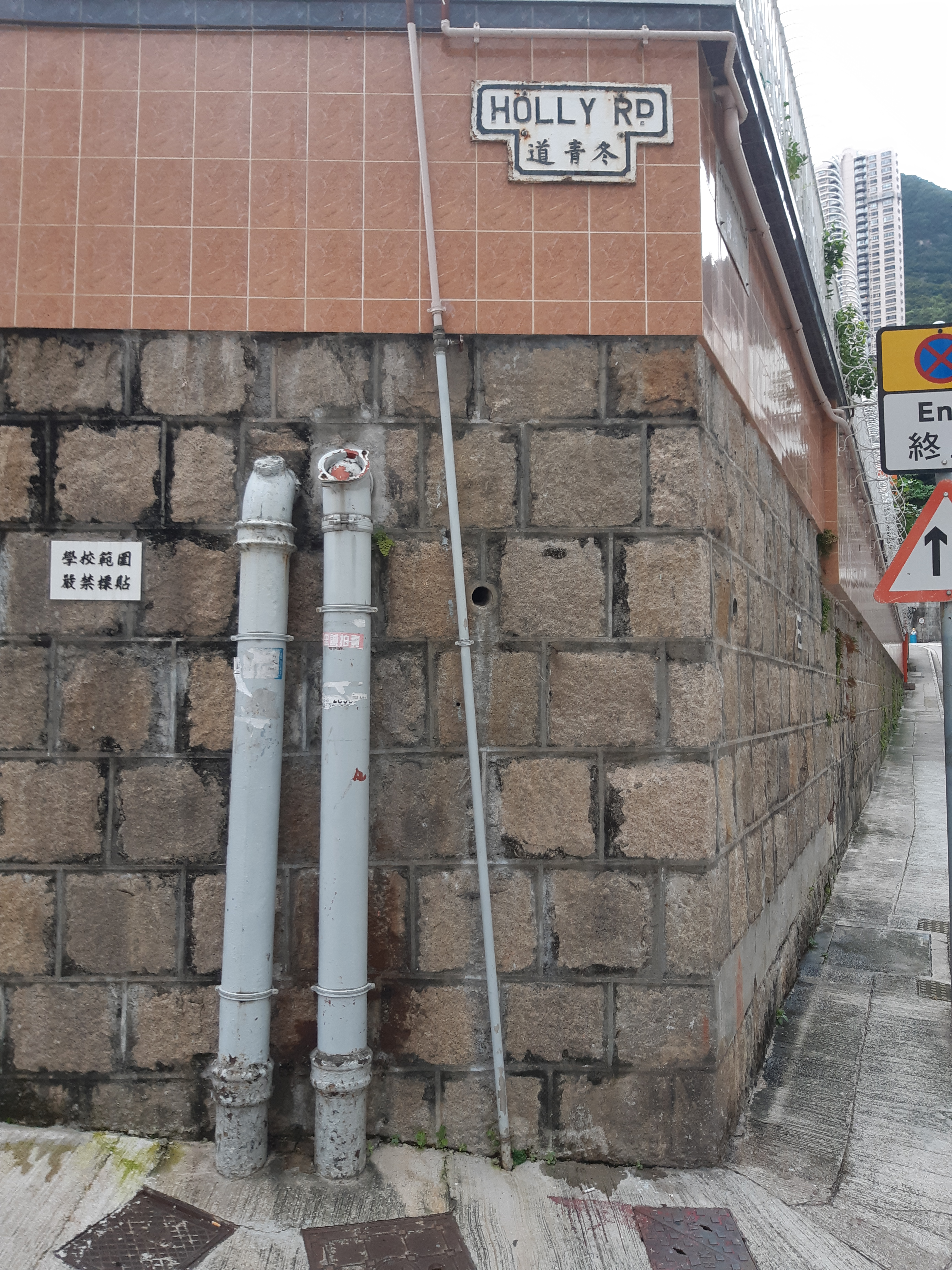
冬青道9號凹角T型街牌
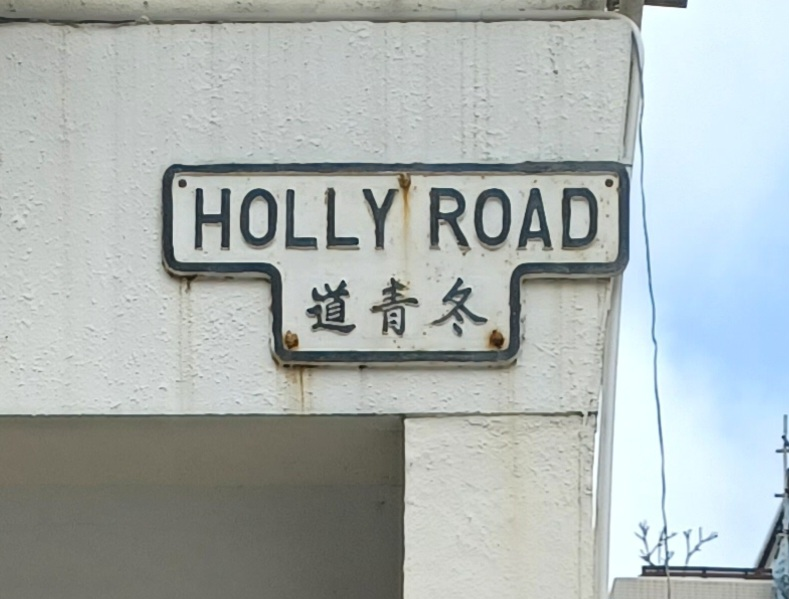
冬青道2號圓角T型街牌
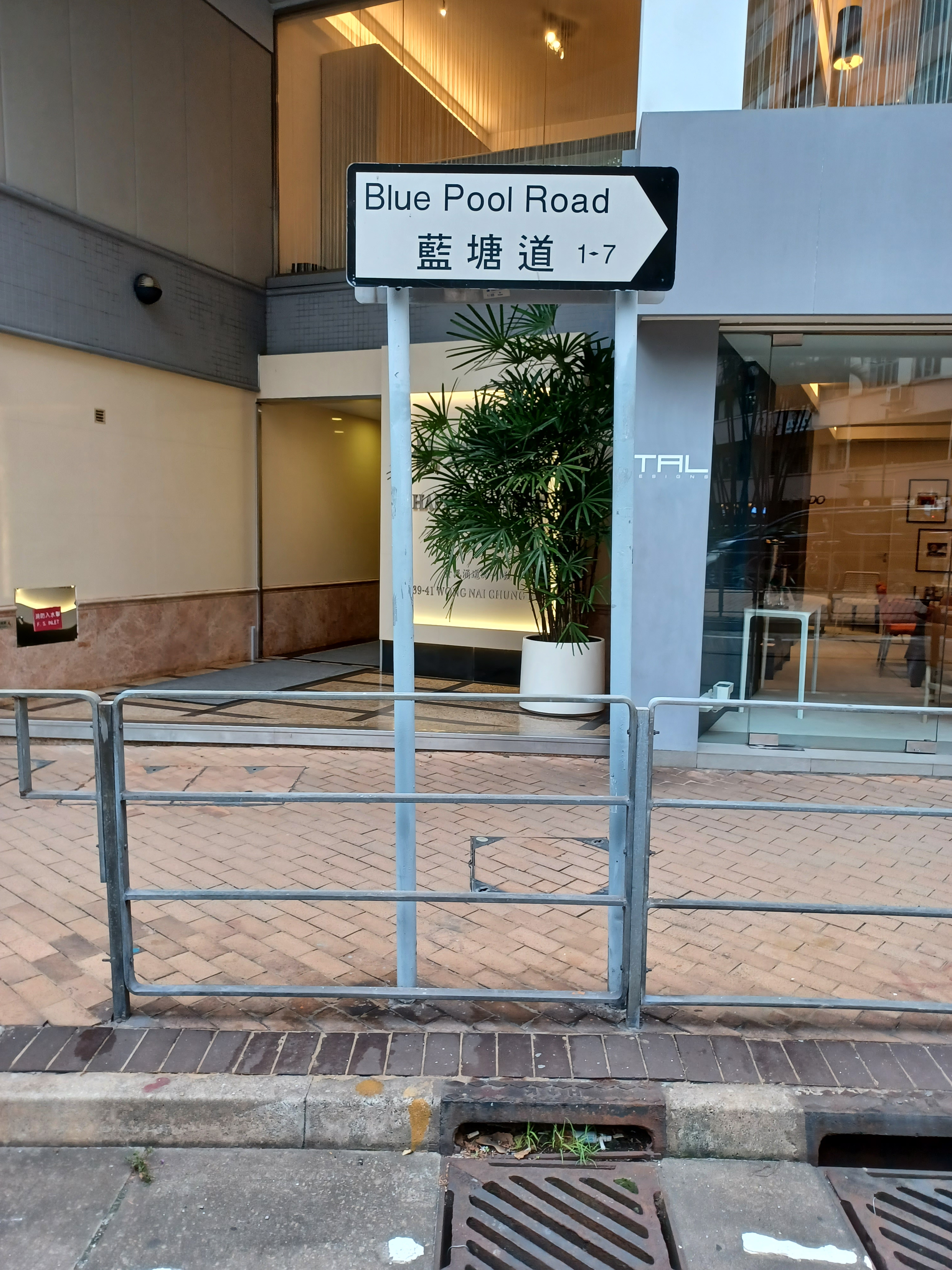
藍塘道街牌
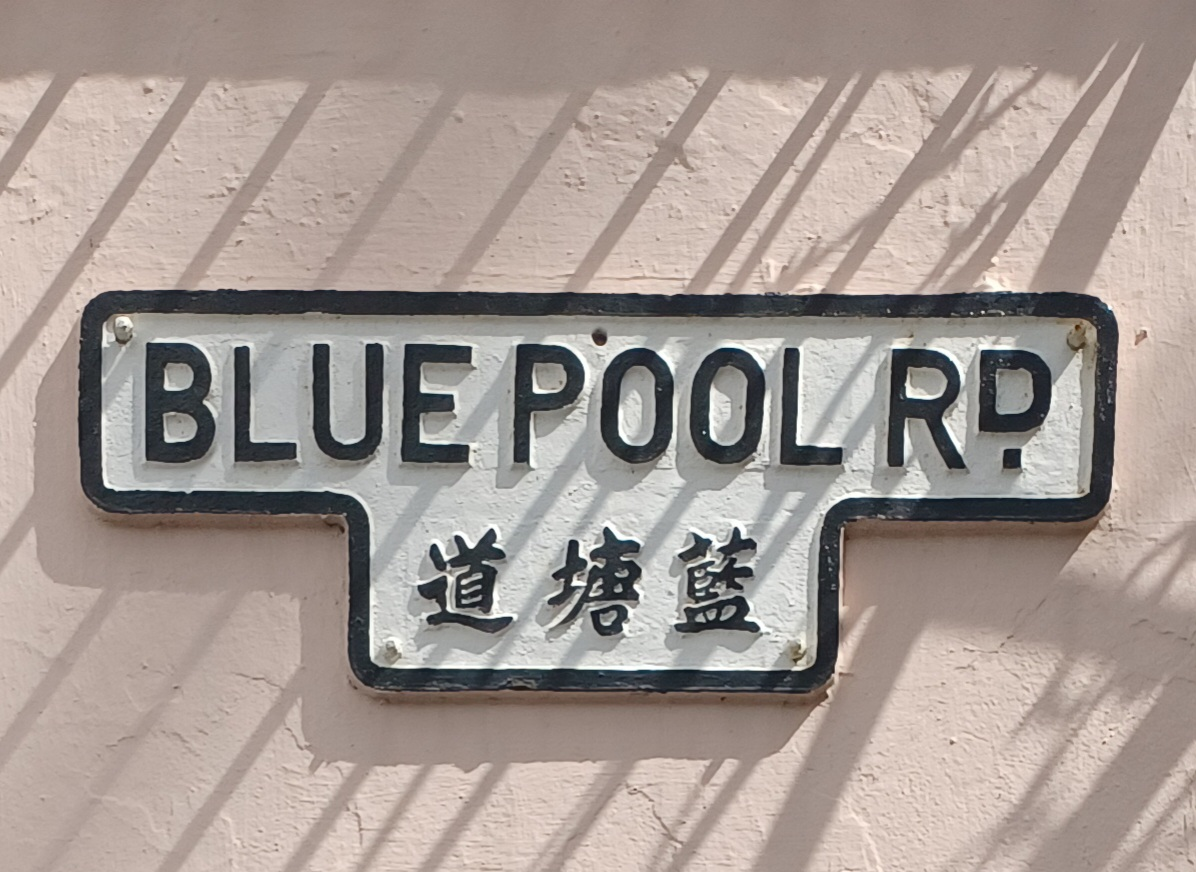
藍塘道117號圓角T型街牌
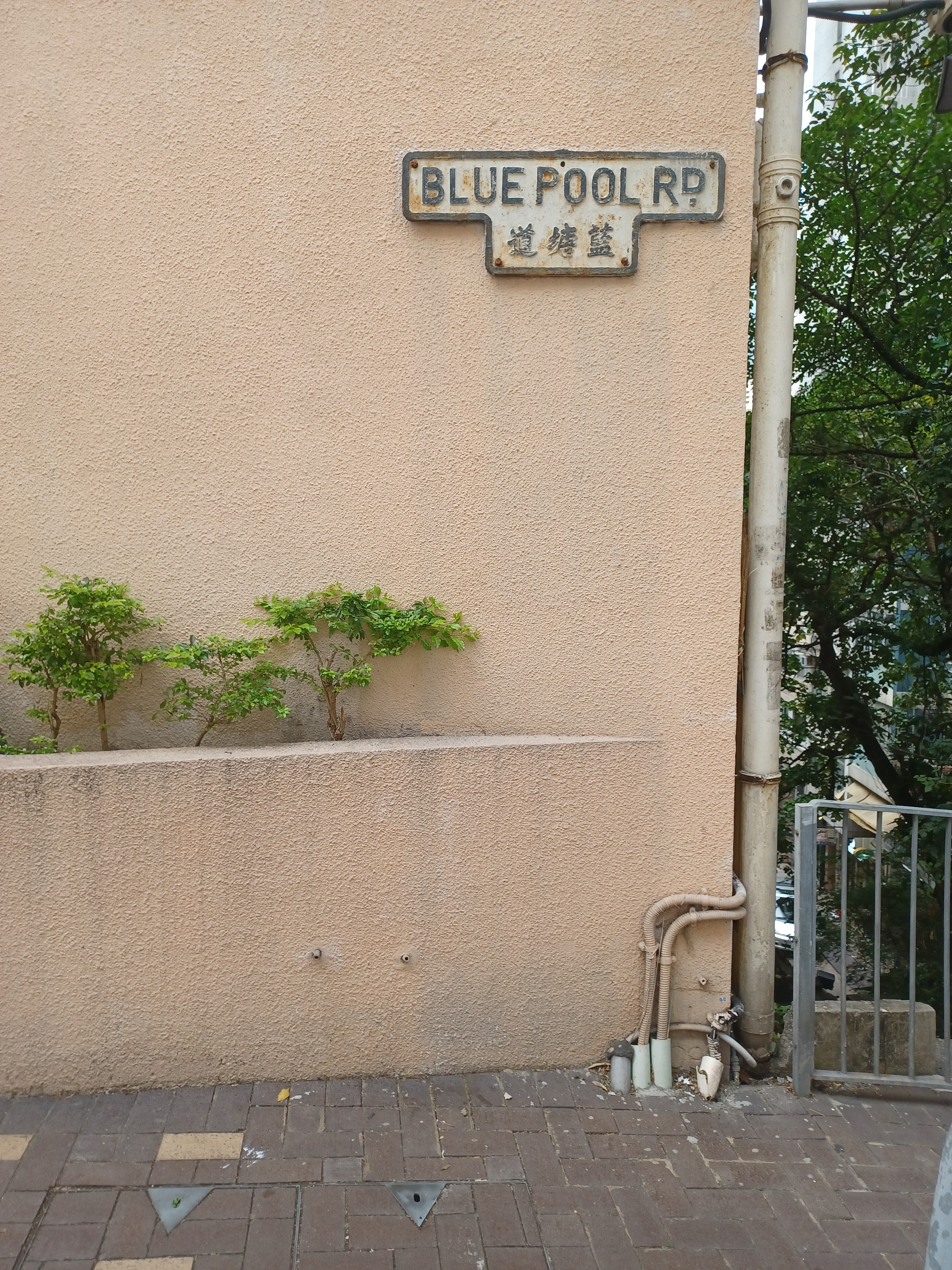
藍塘道58號圓角T型街牌
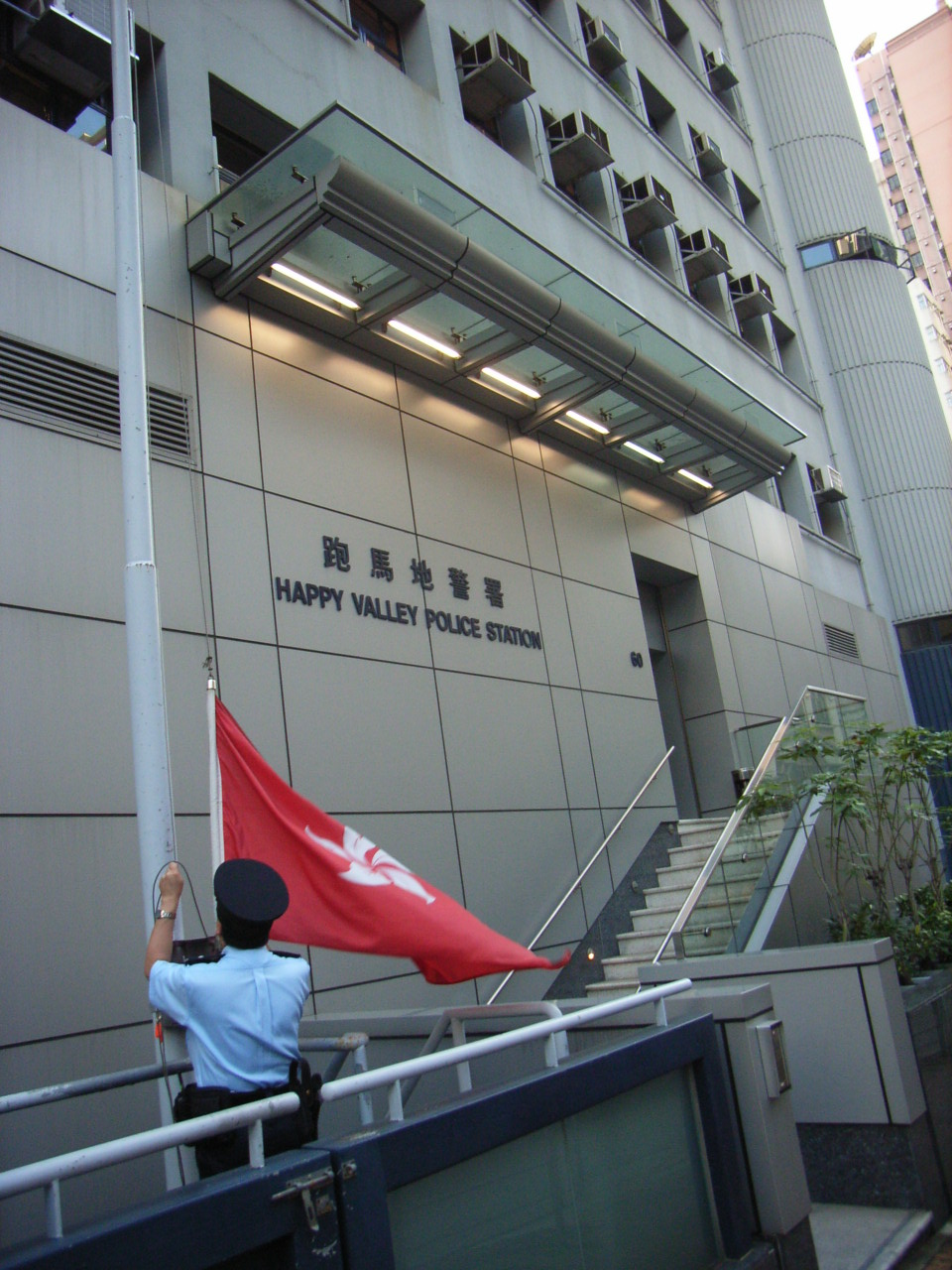
在成和道上的警署，簡約的黃昏收旗式
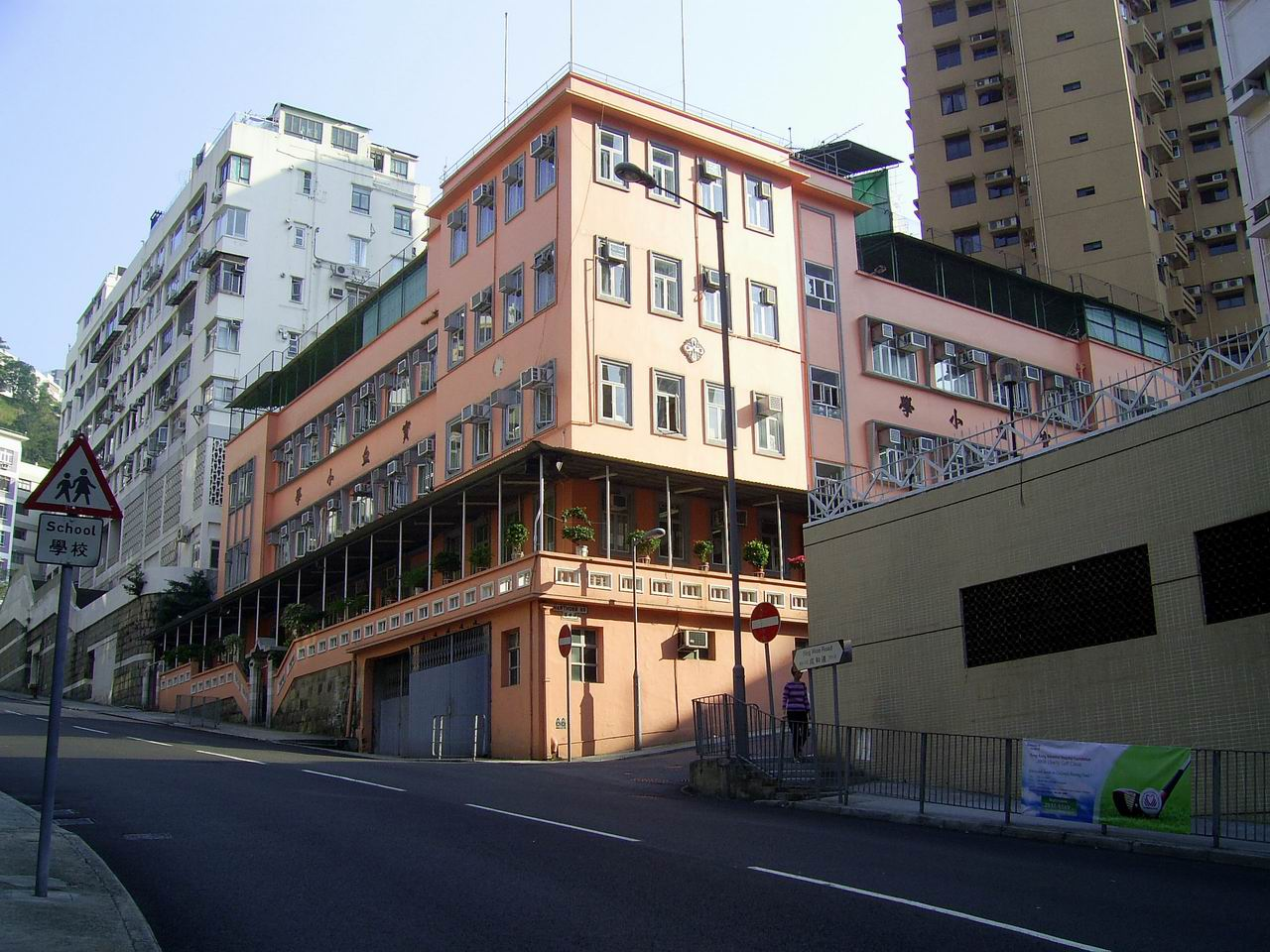
在成和道上路的跑馬地寶血小學
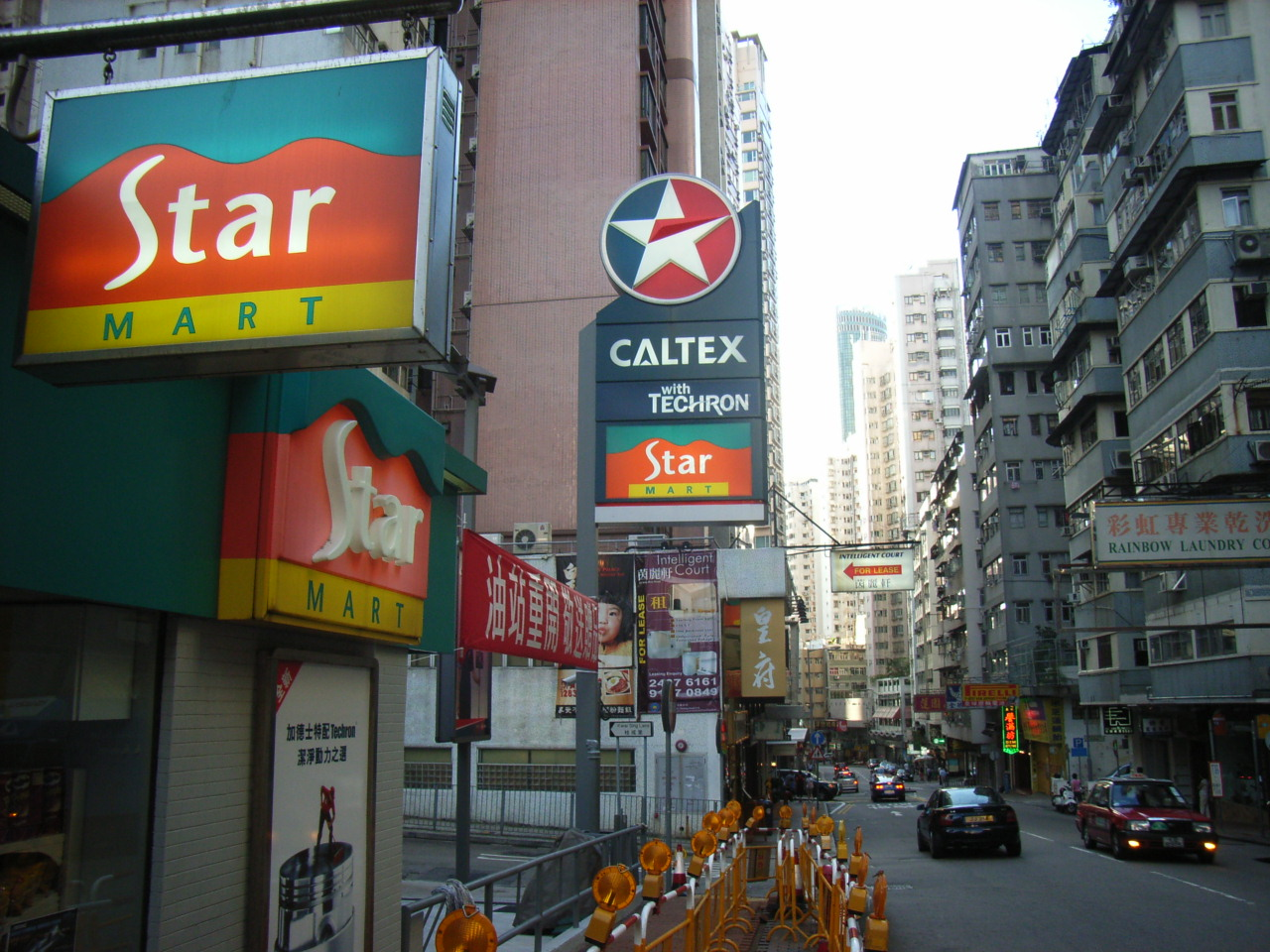
在成和道上的加油站
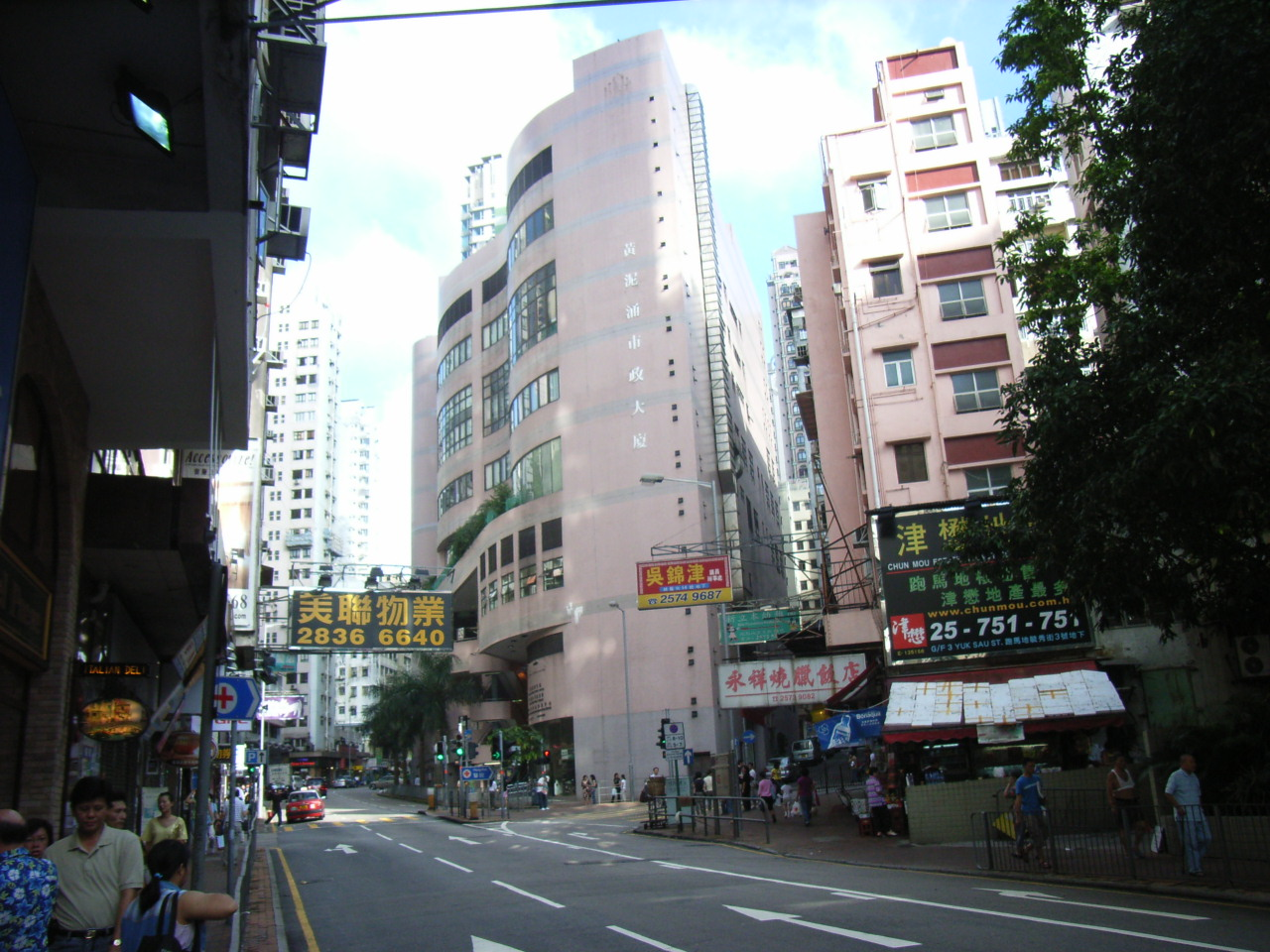
在成和道上的市政大廈(室內街市及公共圖書館)
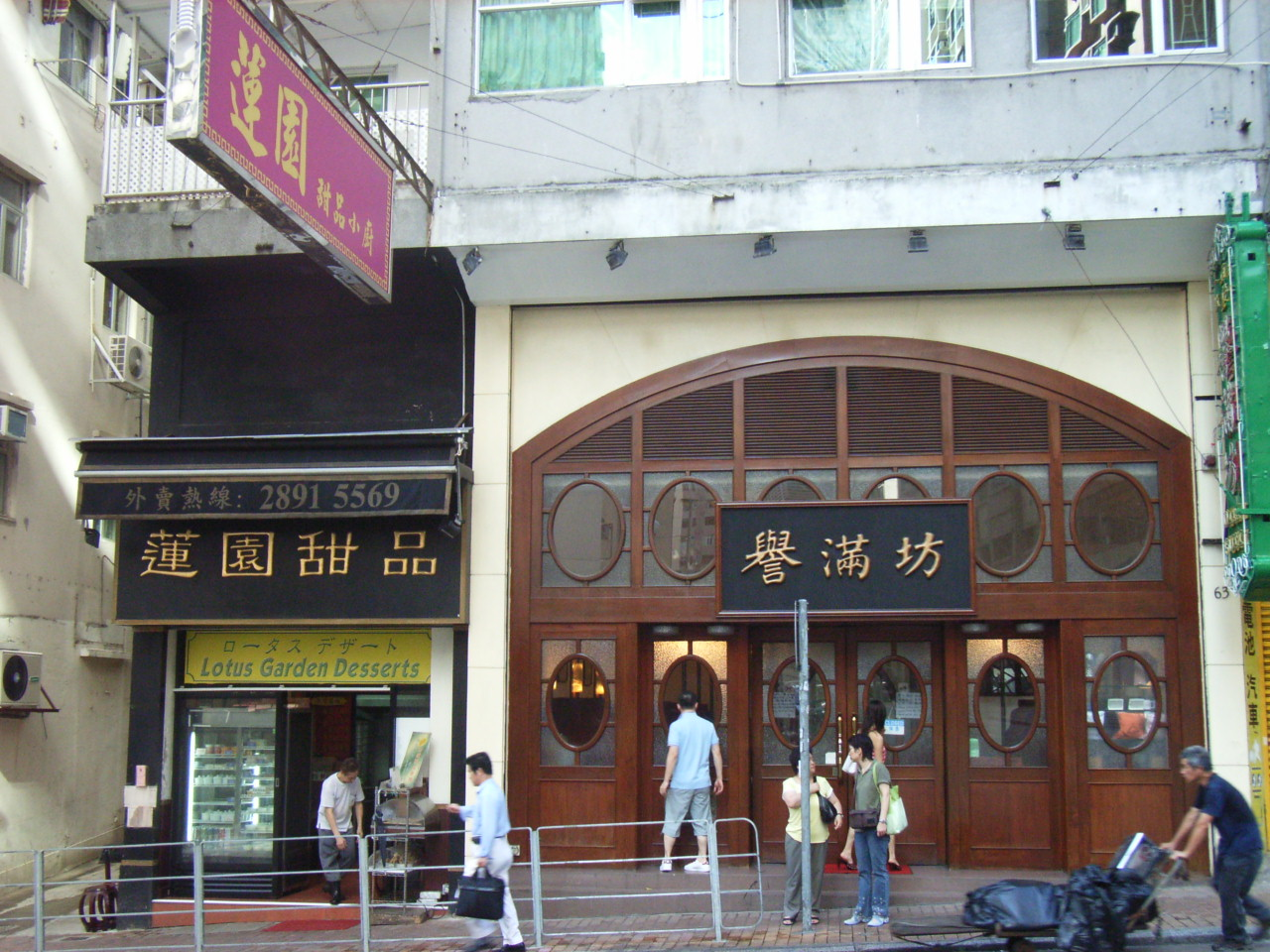
在成和道上的一家中式茶樓及甜品店

1. ↑  香港工商日報, 1936-04-07 第10頁